# Jovana Janković
Jovana Janković (in alfabeto cirillico serbo Јована Јанковић; Belgrado, 25 aprile 1981) è una conduttrice televisiva serba.
Nel 2008 ha co-condotto la fase finale dell'Eurovision Song Contest 2008 tenutosi a Belgrado insieme a Željko Joksimović.